# Робертсон, Дэвид (гольфист)
Дэвид Дональдсон Робертсон (англ. David Donaldson Robertson; 21 марта 1869, Глазго — 13 сентября 1937, Идстоун) — британский гольфист, бронзовый призёр летних Олимпийских игр 1900.
На Играх Робертсон участвовал в одиночных соревнованиях по гольфу среди мужчин, в котором, с результатом 175 очков, занял третье место.